# Didemnum
Didemnum är ett släkte av sjöpungar som beskrevs av Savigny 1816. Didemnum ingår i familjen Didemnidae.

## Dottertaxa tillDidemnum, i alfabetisk ordning[1][2]
- Didemnum ahu
- Didemnum albidum
- Didemnum albopunctatum
- Didemnum algasedens
- Didemnum amethysteum
- Didemnum amourouxi
- Didemnum apersum
- Didemnum apuroto
- Didemnum arancium
- Didemnum aratore
- Didemnum asterix
- Didemnum astrum
- Didemnum aures
- Didemnum beringense
- Didemnum biglans
- Didemnum biglutinum
- Didemnum bimasculum
- Didemnum bisectatum
- Didemnum brevioris
- Didemnum caesium
- Didemnum candidum
- Didemnum captivum
- Didemnum carnulentum
- Didemnum caudiculatum
- Didemnum cerebrale
- Didemnum chartaceum
- Didemnum chilense
- Didemnum clavum
- Didemnum coccineum
- Didemnum commune
- Didemnum complexum
- Didemnum congregatum
- Didemnum contortum
- Didemnum coralliforme
- Didemnum coriaceum
- Didemnum crescente
- Didemnum cuculliferum
- Didemnum cygnuus
- Didemnum dealbatum
- Didemnum delectum
- Didemnum dicolla
- Didemnum diffundum
- Didemnum digestum
- Didemnum diversum
- Didemnum domesticum
- Didemnum dorotubu
- Didemnum drachi
- Didemnum ectensum
- Didemnum effusium
- Didemnum elongatum
- Didemnum epikelp
- Didemnum etiolum
- Didemnum fibriae
- Didemnum filiforme
- Didemnum flavoviride
- Didemnum fragile
- Didemnum fragum
- Didemnum fucatum
- Didemnum fulgens
- Didemnum fuscum
- Didemnum gemmiparum
- Didemnum globiferum
- Didemnum grande
- Didemnum granulatum
- Didemnum granulosum
- Didemnum guttatum
- Didemnum helgolandicum
- Didemnum herba
- Didemnum hiopaa
- Didemnum immundum
- Didemnum incanum
- Didemnum inveteratum
- Didemnum japonicum
- Didemnum jedanense
- Didemnum jucundum
- Didemnum kurilense
- Didemnum lacertosum
- Didemnum lahillei
- Didemnum lambitum
- Didemnum leopardi
- Didemnum levitas
- Didemnum ligulum
- Didemnum lillipution
- Didemnum linatum
- Didemnum linguiferum
- Didemnum lissoclinum
- Didemnum macrosiphonium
- Didemnum macrospiculatum
- Didemnum maculosum
- Didemnum madagascariense
- Didemnum madeleinae
- Didemnum mantile
- Didemnum megaductus
- Didemnum megasterix
- Didemnum membranaceum
- Didemnum mesembrinum
- Didemnum microthoracicum
- Didemnum millari
- Didemnum minisculum
- Didemnum minispirale
- Didemnum misakiense
- Didemnum molle
- Didemnum monile
- Didemnum moseleyi
- Didemnum multispirale
- Didemnum mutabile
- Didemnum nambucciensis
- Didemnum nekozita
- Didemnum nigricans
- Didemnum nigrum
- Didemnum nocturnum
- Didemnum oblitum
- Didemnum obscurum
- Didemnum ossium
- Didemnum paa
- Didemnum pacificum
- Didemnum papillatum
- Didemnum parancium
- Didemnum parau
- Didemnum parvum
- Didemnum patalum
- Didemnum pecten
- Didemnum pellucidum
- Didemnum perlucidum
- Didemnum perplexum
- Didemnum peyrefittense
- Didemnum pica
- Didemnum pitipiri
- Didemnum poecilomorpha
- Didemnum polare
- Didemnum precocinum
- Didemnum protectum
- Didemnum psamathodes
- Didemnum pseudobiglans
- Didemnum pseudofulgens
- Didemnum recurvatum
- Didemnum roberti
- Didemnum rodriguesi
- Didemnum romssae
- Didemnum roseum
- Didemnum rota
- Didemnum rubeum
- Didemnum sachalinense
- Didemnum santaelenae
- Didemnum scopi
- Didemnum sordidum
- Didemnum spadix
- Didemnum spongoides
- Didemnum spumante
- Didemnum spumosum
- Didemnum stercoratum
- Didemnum stragulum
- Didemnum studeri
- Didemnum subflavum
- Didemnum sucosum
- Didemnum tabulatum
- Didemnum tenue
- Didemnum ternerratum
- Didemnum tetrahedrum
- Didemnum theca
- Didemnum toafene
- Didemnum tonga
- Didemnum translucidum
- Didemnum transparentum
- Didemnum trispirale
- Didemnum trivolutum
- Didemnum tumulatum
- Didemnum usitatum
- Didemnum uturoa
- Didemnum vahatuio
- Didemnum vanderhorsti
- Didemnum verdantum
- Didemnum vermiforme
- Didemnum vesperi
- Didemnum vexillum
- Didemnum via
- Didemnum viride
- Didemnum vulgare
- Didemnum yolki